# Ariane Louis-Seize
Ariane Louis-Seize es una directora de cine y guionista canadiense.

## Carrera

### Cortometrajes
Recibió elogios de la crítica en 2016 por su primer cortometraje, La Peau sauvage, que fue nominado como mejor cortometraje dramático de acción real en la quinta edición de los Canadian Screen Awards y al Premio Iris al mejor cortometraje en la edición número 19 de los Quebec Cinema Awards. Ese mismo año, fue una de las guionistas de D'Encre et de sang.
Obtuvo más elogios por su siguiente cortometraje, Les petites vagues, que fue incluido en la lista de los diez mejores filmes del año del Festival Internacional de Cine de Toronto en 2018. Su tercer cortometraje, Les profondeurs, se estrenó en el Festival Internacional de Cine de Toronto de 2019. Posteriormente se proyectó en el Festival Internacional de Cine Cinéfest Sudbury, donde ganó el premio del público al mejor cortometraje.
En 2020 estrenó un nuevo cortometraje, Comme une comète, que posteriormente se proyectó en el Festival Internacional de Cine de Abitibi-Témiscamingue, donde obtuvo el Premio Télébec, y en el Festival de Cine de Whistler, donde ganó el premio al mejor cortometraje canadiense. La película recibió una nominación al Premio Iris al mejor cortometraje de acción real en la 23ª edición de los Premios del Cine de Quebec en 2021.

### Vampire humaniste cherche suicidaire consentant
Su primer largometraje, Vampire humaniste cherche suicidaire consentant, se empezó a producir en 2022 y se estrenó en la octogésima edición del Festival Internacional de Cine de Venecia en 2023. Louis-Seize ganó el premio al mejor director en el programa Giornate degli Autori.

## Premios y reconocimientos
Louis-Seize ganó premios en el Festival Internacional de Cine de Calgary, el Festival Internacional de Cine Cinéfest Sudbury, el Sindicato de Directores de Canadá, el Festival du nouveau cinéma, el Festival Internacional de Cine de Venecia y el Festival Internacional de Cine de Windsor por su trabajo en Vampire humaniste cherche suicidaire consentant.
En 2024 ganó el Premio Jay Scott de la Asociación de Críticos de Cine de Toronto. Ganó junto con la coguionista Christine Doyon el premio al mejor guion original en la duodécima edición de los Canadian Screen Awards en 2024, por Vampire humaniste.